# Prallhang

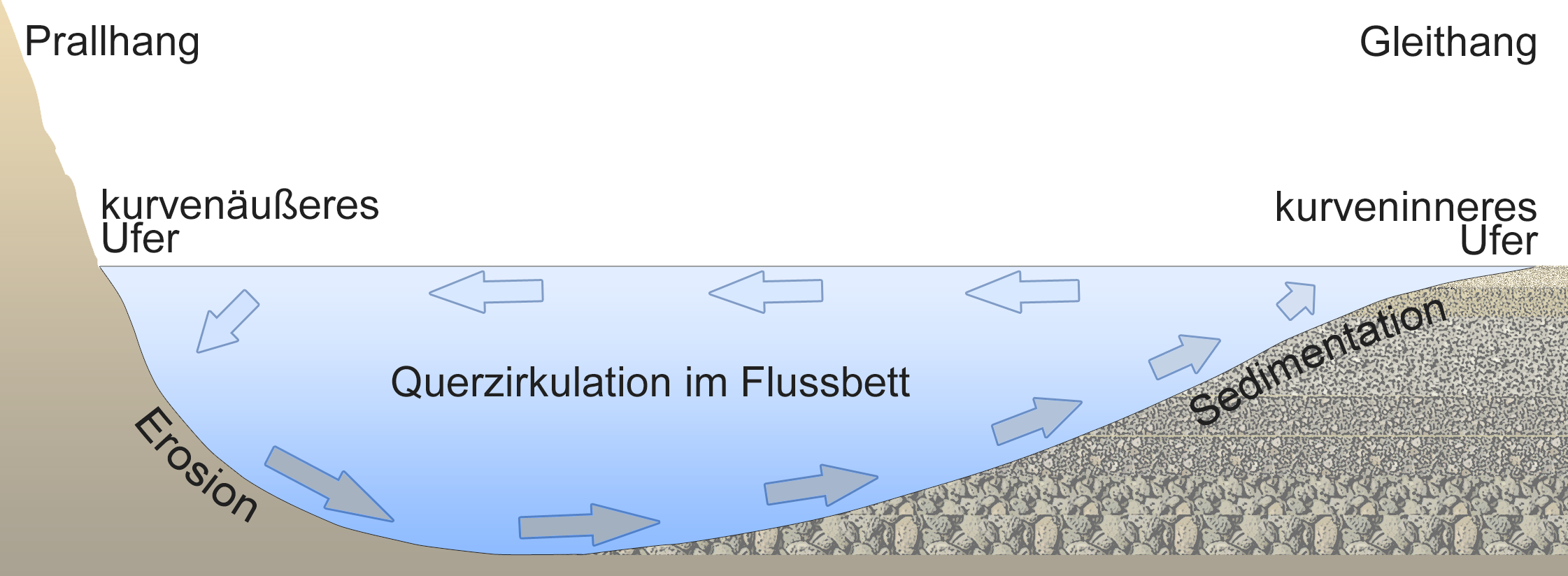
Schematische Darstellung zur Entstehung eines Prallhangs und Gleithangs

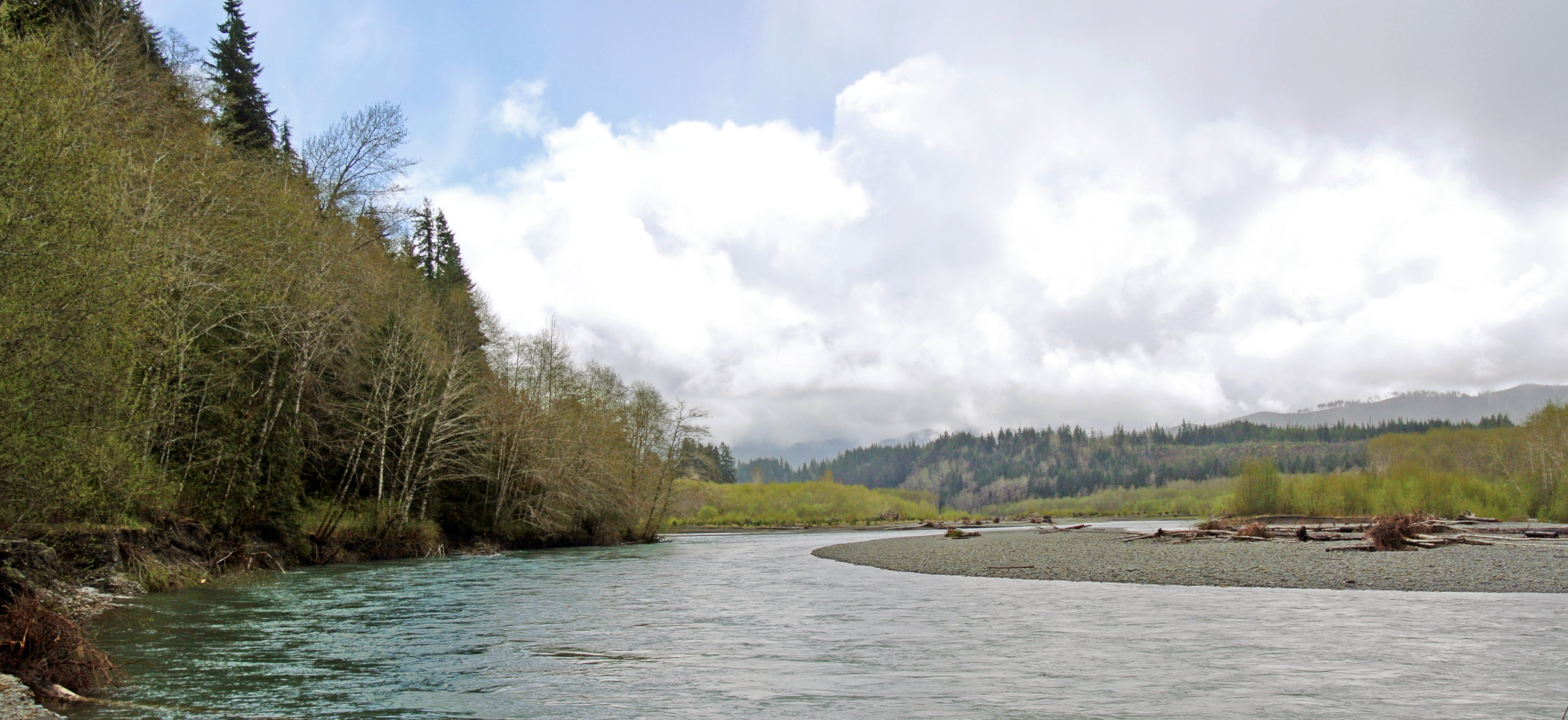
Prallhang mit Altvegetation (links) und neu entstandener Gleithang ohne Vegetation (rechts)

Als Prallhang bezeichnet man das kurvenäußere Ufer eines Flusses, das durch die hier stärkere Strömung abgetragen wird. Das kurveninnere Ufer wird als Gleithang bezeichnet; hier wird das Material wegen der abnehmenden Geschwindigkeit der Querzirkulation als Sediment wieder abgelagert.

## Beschreibung
Die Begriffe werden in Zusammenhang mit der Mäanderbildung eines Flusses verwendet. Durch die Erosionsprozesse verlagern sich die Flussschlingen im Laufe der Zeit nach außen. Trifft eine wandernde Flussschlinge rückseitig auf die nächste Flussschlinge, entsteht am vormaligen Prallhang ein Durchbruch mit einer Stromschnelle. Die nicht mehr durchströmte Flussschlinge wird zu einem Altarm und verlandet.

## Beispiele
Ein Beispiel ist der bis zu 45 Meter hohe Prallhang des Inns südwestlich der oberbayerischen Kreisstadt Mühldorf. Die Erosion lässt sich hier gut beobachten, da der eiszeitliche Schotterhang am fortwährend wachsenden Außenradius des Flusses kontinuierlich nachsackt. Immer wieder stürzen dabei alte Waldkiefern in den Fluss. Auch an der Donau unweit von Regensburg gibt es im Naturschutzgebiet Mattinger Hänge auf einer Strecke von etwa zwei Kilometern hohe Prallhänge.

## Abweichende Begriffsbedeutung
Auch bei Luftströmungen in Gebirgstälern spricht man von einem Prallhang, wenn ein Talwind gegen eine Bergflanke stößt und sich ein Aufwind bildet.